# الکساندر پوسکربیشف
الکساندر نیکولاویچ پوسکربیشف (به انگلیسی: Alexander Nikolaevich Poskrebyshev) (به روسی: Александр Николаевич Поскрёбышев)(زاده ۷ اگوست ۱۸۹۱ درگذشت ۳ ژانویه ۱۹۶۵)، سیاستمدار اتحاد جماهیر شوروی بود. وی دارای پست‌های مختلف سیاسی بود اما بیشتر شهرت وی به خاطر پست منشی مخصوص استالین است. همسر دوم وی در ۱۹۴۱ در تصفیه‌های استالینی کشته شد.